# شوتو کاوای
شوتو کاوای (انگلیسی: Shuto Kawai؛ زادهٔ ۱ اکتبر ۱۹۹۳) بازیکن فوتبال اهل ژاپن است.